# گلی زرد
گلی زرد عنوان یک آلبوم موسیقی کردی است به آهنگسازی شهریار جمشیدی و با صدای کاوه بابان که در سال ۱۳۹۳ منتشر شد.
این آلبوم در شور، ماهور، راست پنجگاه و مقام راست توسط شهریار جمشیدی آهنگسازی و تنظیم شده است. اشعار این آلبوم از سروده‌های عبدالله پشیو، هه‌ژار، پیره‌مێرد و کاوه بابان است.

## شرح

### هنرمندان
- کاوه بابان: آواز
- فربد یدالهی: سازهای کوبه‌ای
- شهریار جمشیدی: کمانچه، آهنگساز و تنظیم کننده
- علیرضا جواهری: صدابردار
- علیرضا مهیجی: طرح جلد آلبوم و گرافیک

### فهرست
- شور
- ترانه «بر درگاه» (له به‌ر ده‌رگه) (شعر عبدالله پشیو)
- راست
- ساز و آواز در مقام راست
- ترانه «شهر عشاق» (شاری دڵان) (از اشعار پیرمرد (شاعر))
- راست پنجگاه
- تکنوازی کمانچه  پنجگاه
- ترانه «ای دختر کرد» (کیژه کورد) (شعر عبدالرحمان شرفکندی)  پنجگاه
- تصنیف «عاشق خاموش» (دڵداری بیده‌نگ) (شعر عبدالله پشیو) ماهور
- بیات
- تکنوازی کمانچه شور
- ترانه «گلی زرد» (گوڵی زه‌رد) (شعر عبدالله پشیو)

## ترانه‌ها

### ترانه اول: بر درگاه
دستگاه شور

شعر از عبدالله پشیو
شه‌و راشکا
ئه‌ژنۆم شڵ بوو،
مانگ به تاقی ئاسمانه‌وه هه‌ڵپڕووکا
ده‌رگه‌که‌تم لێ بکه‌وه
ئه‌م شه‌و هاتووم
بۆ چنینی
چه‌پکه نێرگزێکی چاوت،
بۆ وچانێ،
بۆ خه‌ونێ، توزه گریانێ
له سه‌ر هه‌وری قژی خاوت.
ده‌رگه‌که‌تم لێ بکه‌وه!
ترووسکایی شاری یادگار بانگی کردووم
له گه‌ڵ سیمای مناڵیما،
له گه‌ڵ خه‌می شۆڕه‌بیما،
هاتووم و ناگه‌ڕێمه‌وه
یا پێت ده‌گه‌م،
یا وه‌ک مۆمێک
ده‌سووتێم و ده‌توێمه‌وه.
ده‌رگه‌که‌تم لێ بکه‌وه!
هه‌ر دڵداره‌کهٔ جارانم،
هه‌ر کێڵگه‌کهٔ به‌ر ده‌رگه‌که‌تم،
هه‌ر تینووه‌کهٔ به‌ر کڕێوه باو بارانم.
ده‌رگه‌که‌تم لێ بکه‌وه!
شه‌و راه‌شکا،
ئه‌ژنۆم شڵ بوو،
مانگ به تاقی ئاسمانه‌وه هه‌ڵپرووکا:
ده‌رگه‌که‌تم لێ بکه‌وه!
دارو به‌ردی به‌ر ده‌رگه‌که‌تان هاتنه تکا!
هاوار، هاوار، هاوار، هاوار
هاوار، هاوار، هاوار، هاوار
ده‌رگه‌که‌تم لێ بکه‌وه!

### ترانه دوم: شهر عشاق (شاری دڵان)
مقام راست

شعر از پیرمرد (شاعر)
به ڕوویا زولفی په‌خشان کردووه، له‌یل و نه‌هارێکه
له شه‌ودا رۆژی په‌نهان کردووه، شێوەی عوزارێکه
خه‌یاڵم وا بوو شه‌و بێ یته خه‌وم چی بکه‌م خه‌وم نایێ؟
خه‌تای گریان و سووچی، دیدەی شه‌و زینده‌وارێکه
ئه‌گه‌ر بم توانیایه! نه‌م ده‌هێشت دڵ هێند بناڵێنێ
به‌ڵام چی لێ ده‌که‌ی؟ بیمار و شێت و که‌وته کارێکه
له ناو شاری دڵاندا جار ئه‌ده‌ن کێ بێ که هوشیار بێ
له هیچ لاێێ جه‌واب ناێی، عه‌جه‌ب خامۆش شارێکه

### ترانه سوم: ای دختر کرد (کیژه کورد)
راست پنجگاه

شعر از عبدالرحمان شرفکندی
ئه‌رێ ئەی کیژه کوردهٔ چاو که‌ژاله
ئه‌رێ ئەی شوخ و شه‌نگەی چارده ساڵه
ئه‌تۆ خۆت کوردو خوێنی لاوی کوردان
به تورکی چاوی مه‌ستت کرد حه‌واله
به خوێنی مەی ده‌دەی ئاوی مژوڵت
بژانگت بوچی سه‌ر نێزەی که‌مانه
ته‌نافی زولفت ئاۆیزانی بالات
نه‌مامی هاو نه‌ژادانت خه‌یاله
روحت بردم به قه‌ندی لێوه‌کانت
ده‌زانی کورد به قه‌ند ویرانه ماله

### ترانه چهارم: عاشق خاموش (دڵداری بیده‌نگ)
راست پنجگاه

شعر از عبدالله پشیو
دوو دڵدارین کپ و بێده‌نگ
دوو زامدارین، ژین شه‌وه‌زه‌نگ
له ئاسمانی خه‌یاڵی ته‌ر دێینه فڕین
بێ سکاڵا، بێ رازونیاز ده‌ربڕین
به‌ڵام خۆشه!
ئه‌و دڵه چوولهٔ خامۆش بوو!
دوور له جۆش بوو
ئێستا پڕه له ئاوازی ده‌نگی سازی خۆشه‌ویستی
خۆشه‌ویستی که‌س نه‌بیستی، که له ئه‌سری شه‌وگاری چاو
پێشکه‌شم کرد هه‌رچه‌ند ویستی
له چوارچێوهٔ دڵی لاودا
شێوهٔ جوانی یه‌کتریمان هه‌ڵواسیوه
له ئاوێنهٔ ڕوونی چاودا
دڵی یه‌کمان چاک ناسیوه.

### ترانه پنجم: گلی زرد (گوڵی زه‌رد)
دستگاه شور

شعر از عبدالله پشیو
ئەی گوڵی زه‌رد، ئهٔ گوڵی زه‌رد، ئەی گوڵی زه‌رد
ئەی گوڵی، ئەی گوڵی، ئەی گوڵی زه‌رد
ئەی گوڵی، ئەی گوڵی، ئەی گوڵی زه‌رد
ئەی گوڵی، ئەی گوڵی، ئەی گوڵی زه‌رد!
ئه‌گه‌رچی ڕه‌شه‌بای نامه‌رد
په‌یتاپه‌یتا هه‌ڵمه‌ت دێنێ
له چلی ژین بتقرتێنێ،
له ژێر پێیان تێر بتشێلێ
بتئه‌نجنێ و هه‌ر نه‌تهێڵێ،
ئەی گوڵی زه‌رد
تا ناکام بی و نه‌گەی به کام،
سارێژ نه‌بێ له دڵتا زام.
تا ناکام بی و نه‌گەی به کام،
سارێژ نه‌بێ له دڵتا زام.
به‌ڵام، گیانا،
ئهٔ گوڵی زه‌رد،
به‌رز هه‌ڵچووی گه‌ڵا بێگه‌رد:
به‌رز هه‌ڵچووی گه‌ڵا بێگه‌رد:
ئەی گوڵی زه‌رد
تۆ هه‌ر ده‌ژیت…
ره‌گت هه‌یه له دووره شوێن.
گڕت هه‌یه
تۆ هه‌ر ده‌ژیت
ره‌گت هه‌یه له دووره شوێن.
گڕت هه‌یه
له ناو هه‌موو تنۆکێک خوێن.
ئەی گوڵی زه‌رد
ئەی گوڵی زه‌رد
ئەی گوڵی زه‌رد
ئەی گوڵی زه‌رد
ئاخ
ئەی گوڵی زه‌رد
ئەی گوڵی زه‌رد
ئەی گوڵی زه‌رد
ئەی گوڵی زه‌رد
وا
هه‌زاران لاوی نه‌به‌رد
دڵداری تۆن
هه‌زاران لاوی نه‌به‌رد
دڵداری تۆن.
چاوه‌نوارێ به‌هاری تۆن.
به‌هاری تۆن.
باوه‌ڕی به هێزیان پێته.
ژینیان داده‌نێن له ڕێتا.
پۆڵایینن،
زۆر به هێزن،
به هه‌ر نرخێک ده‌تپارێزن.
ئەی گوڵی زه‌رد.
تاکو شه‌وه با ڕه‌شه‌با
لابه‌لا بتهێنێ و بتبا…
تاکو شه‌وه با ڕه‌شه‌با
لابه‌لا بتهێنێ و بتبا…
تۆ هه‌ر ده‌ژیت ئەی گوڵی زه‌رد
تۆ هه‌ر ده‌ژیت ئەی گوڵی زه‌رد
به‌رز هه‌ڵچووی گه‌ڵا بێگه‌رد
تۆ هه‌ر ده‌ژیت
ره‌گت هه‌یه
له دووره شوێن.
گڕت هه‌یه
تۆ هه‌ر ده‌ژیت
ره‌گت هه‌یه
له دووره شوێن.
گڕت هه‌یه
له ناو هه‌موو تنۆکێک خوێن
ئەی گوڵی زه‌رد
ئەی گوڵی زه‌رد
ئەی گوڵی زه‌رد
ئەی گوڵی زه‌رد
ئاخ
ئەی گوڵی زه‌رد
ئەی گوڵی زه‌رد
ئەی گوڵی زه‌رد
ئەی گوڵی زه‌رد